# Echo (Schiff, 2003)
HMS Echo (Kennung: H87) ist ein Aufklärungsschiff und dient auch als hydrographisches Vermessungsschiff der Royal Navy. Die HMS Echo ist Namensgeberin der Echo-Klasse. Sie lief am 2. März 2002 vom Stapel und wurde am 7. März 2003 in Dienst gestellt.

## Aufklärungsfähigkeiten und Hydrographie
Die HMS Echo verfügt über hydrographische und geodätische Messinstrumente und kann mit ihnen amphibische und Unterwasser-Operationen anderer Kräfte unterstützen. Sie kann Unterwasserfahrzeuge detektieren und identifizieren. Das Schiff dient auch als Operationsbasis für Marineoperationen.
Das Schiff verfügt über ein Seitensichtsonar und verschiedene Echolote, ein Labor für die Beprobung von Wasserproben und IT-Systeme zu Kartographierung und Untersuchung des Meeresbodens. Ein abgesetztes Sonar-Boot kann eigenständig operieren.

## Bekannte Einsätze
Im Dezember 2018 passierte die HMS Echo den Bosporus und war auf Wunsch der Ukraine im Schwarzen Meer im Einsatz. Im Mai 2019 nahm sie an einem Manöver der ukrainischen Marine teil.